# カルタヘナ・デ・インディアスの海戦 (1741年)
カルタヘナ・デ・インディアスの海戦（カルタヘナ・デ・インディアスのかいせん、英語: Battle of Cartagena de Indias）はエドワード・ヴァーノン中将率いるイギリス軍とセバスティアン・デ・エスラバ率いるスペイン軍の間の戦闘で、イギリス軍が大敗した。戦闘は1741年3月、カルタヘナ・デ・インディアス（現コロンビア領）で起こり、ジェンキンスの耳の戦争中の大規模な戦闘となった。戦争は後にオーストリア継承戦争へと拡大した。
敗北したイギリス軍はおびただしい損害を出したが、戦死よりも疫病（特に黄熱病）による死のほうがはるかに多く、両軍とも疫病に苦しんだ。

## 背景
ジェンキンスの耳の戦争は英西間で1739年から1748年まで戦われた戦争である。1729年のセビリア条約により、スペインはイギリスとスペイン植民地の間の貿易を解禁した。このアシエントと呼ばれた契約により、イギリスは毎年スペイン植民地に奴隷5千人を供給する独占権を与えられた。また、ナビオ・デ・ペルミソと呼ばれた許可により、毎年1回、積載量1千トンの貨物船で年に一度のポルトベロの見本市に出展することが許された。これらスペインからの譲歩を受けると、イギリス政府は両国の南海会社への独占権を与えた。しかし、イギリスの国債貿易を支えたイギリス商人と銀行家たちはもうかるカリブ海地域での貿易にさらなる参入を求めた。スペインの植民地人もイギリス製の商品を求めたため、密輸商品が売買された闇市が隆盛した。
セビリア条約によると、スペインの役人はスペイン領海でイギリス船に立ち入ることを許された。しかしレベッカ号の船長ロバート・ジェンキンスによると、彼は1731年にスペイン沿岸警備隊の役員による立ち入り検査を受けるとき、耳を切り落とされたという。彼が庶民院でその切り落とされた耳を提出したことでイギリスの対スペイン戦争熱が高まった（大西洋での経済と軍事的覇権を確保したいという目的もあったが）。イギリスの首相ロバート・ウォルポールはやむを得ず1739年10月23日にスペインに宣戦布告した。ただし彼は「彼らは今は鐘を鳴らすがいい。近いうちに苦しむだろう」（"They may ring their bells now; they will be wringing their hands before long."）と述べたという。

### スペイン領西インド
スペイン領西インド諸島での貿易港は主に4箇所あった。すなわち、ベラクルス（現メキシコ領）、カルタヘナ（現コロンビア領）、ポルトベロ（現パナマ領）、そして最も重要なハバナ（現キューバ領）である。イギリスはスペインの財政に打撃を与えるべく、1739年11月22日のポルトベロの海戦においてエドワード・ヴァーノン提督率いる戦列艦6隻でポルトベロを占領した。ポルトベロは占領された直後に放棄されたが、その占領の容易さによりイギリスは歓喜した。
カスカート卿率いるイギリスの遠征軍のうち、ヴァーノンはイギリス海軍の4分の1を率いた。遠征軍の第一の目標はハバナであった。ハバナでは船の修理が可能なので、当時はスペインの港のうち最も重要であり、1740年までにスペインで最も大規模でにぎやかな造船所となっていた。しかしカスカート卿は途上で死去、その後任は不明だった。カスカート卿が折の悪い死去を遂げたことでこの複雑な任務に必要な調整ができなくなった。
大規模な艦隊と派遣軍を送ることはかねてより民衆により望まれており、特にロビー活動を行った商人たちが顕著だった。その内にはスペインとイギリス政府の間の妥協を受け入れなかった南海会社も含まれている。ニューカッスル公爵は議会で民衆の要求を支持した。ヴァーノン提督も議会と海軍本部の両方において対スペイン戦争と攻撃に移ることを精力的に支持した。1739年12月には西インドへ大規模な遠征軍を派遣することが決定された。しかし、この決定には戦争自体に反対したウォルポールはおろか、小規模な艦隊による攻撃を主張したヴァーノンにも不満が残った。ヴァーノンは前に小艦隊でカルタヘナを襲撃して失敗したが、カルタヘナのような要塞化された都市に大規模な攻撃を仕掛けてもポルトベロのときのようには成功しないと考えた。当時の医学が発達していないこともあり、ヴァーノンは長期間の包囲で疫病による大損害を被ることを恐れた。

### 目的
イギリスの目的は、カリブ海域にあるスペイン領4港市を占領、長期的に維持することにあった。これら4港市を支配することで、スペインがアメリカ州東海岸における深水港の支配を失うことになり、内陸の部隊への補給がままならなくなる。イギリスは南アメリカへの水道をも支配することができ、内陸にあるスペイン植民地への侵攻基地を得ることになる。しかし、スペインはハバナの造船所で戦艦を建造、修理することができたが、イギリスにはそれができなかった。造船所がなければ、難破せずにカリブ海に長期間留まることは不可能だった。そのため、ハバナとその乾ドックは極めて重要であり、ニューカッスル公爵と海軍卿のサー・チャールズ・ウェイジャーもそれを認識していたが、内閣不一致を抱えていたため、戦役の行方はジャマイカで行われた、ヴァーノンらによる作戦会議に委ねられた。ヴァーノンはハバナの守備が初期の目標としては強すぎると考え、代わりに良港かつイギリス領の港より風上の位置にあるカルタヘナを目標と定め、作戦会議の結果もそれに従った。

### カルタヘナ・デ・インディアス市

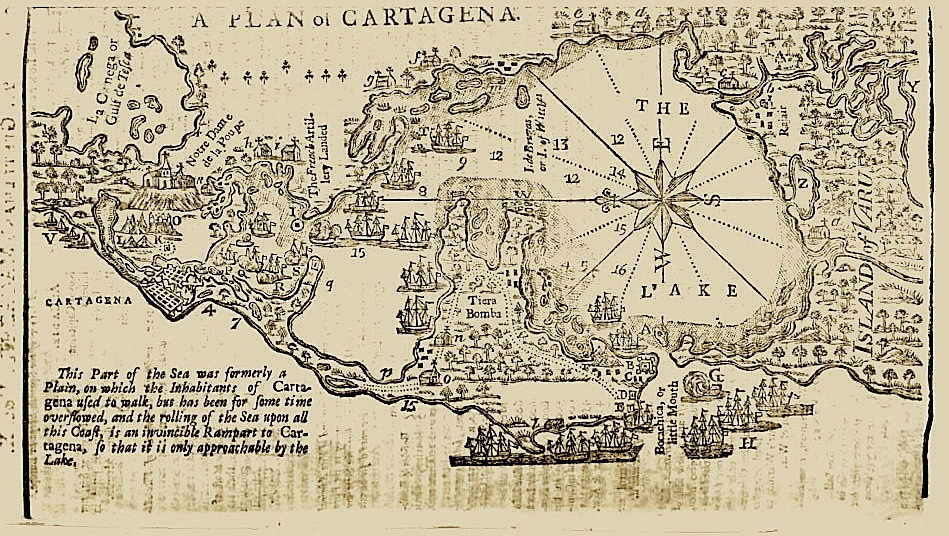
カルタヘナ・デ・インディアスの地図、ジェントルマンズ・マガジンより、1740年。

18世紀のカルタヘナ・デ・インディアスは豊かな大都市であり、1万人以上の住民を有していた。カルタヘナ県の県都でもあり、直近に修理や拡大が行われた防御工事を有していた。外縁の砦、砲台などが防御工事の改良として直近に行われた。カルタヘナ港は当時最良の港の1つとされ、毎年ハバナから出港して大量の金銀をヌエバ・グラナダ副王領とペルーから本国のスペインまで運ぶ商船隊が寄港した。
カルタヘナは1533年にペドロ・デ・エレディアにより建設された後、1585年にイングランド出身のフランシス・ドレークにより、1697年にフランス出身のポワンティス男爵によりそれぞれ占領された。カルタヘナ市の西はカリブ海であり、南の港湾にはボカ・チカ（Boca Chica、「小さな口」）とボカ・グランデ（Boca Grande、「大きな口」）と2つの入り口があった。ボカ・チカは水深が深かったが狭く、一度に通れる船は1隻だけだった。その片側はサン・ルイス砦およびテッラ・ボンバ半島（Terra Bomba）にあるいくつかの外堡があり、逆側には粗朶製のバラデラ砲台（Baradera）があった。ボカ・チカの先は外港であり、内港への入り口はそれぞれ要塞で守られていた2つの半島の間にある。カルタヘナの城壁には大砲160門があり、その外郭にも大砲140門があった。カルタヘナ城の周りは堀で守られ、そのゲートは堡塁で守られた。その外郭の周りにも堀がはしっていた。カルタヘナ市から約4分の1マイル南の山上にはサン・ラサロ砦（San Lazaro）があった。サン・ラサロ砦は一辺50フィートであり、各辺に半堡塁が3つずつあった。砦の位置により、砦はカルタヘナ城を守るとともに、山の近くの平原も守っていた。また近くにある別の小山が砦を守っていたが、カルタヘナと要塞以外に真水を補給できる場所がなかった。最良の上陸地であるテクサル・デ・グラシアス（Texar de Gracias）の砂浜からサン・ラサロ砦までの道は長さ3マイルだった。

## 戦闘

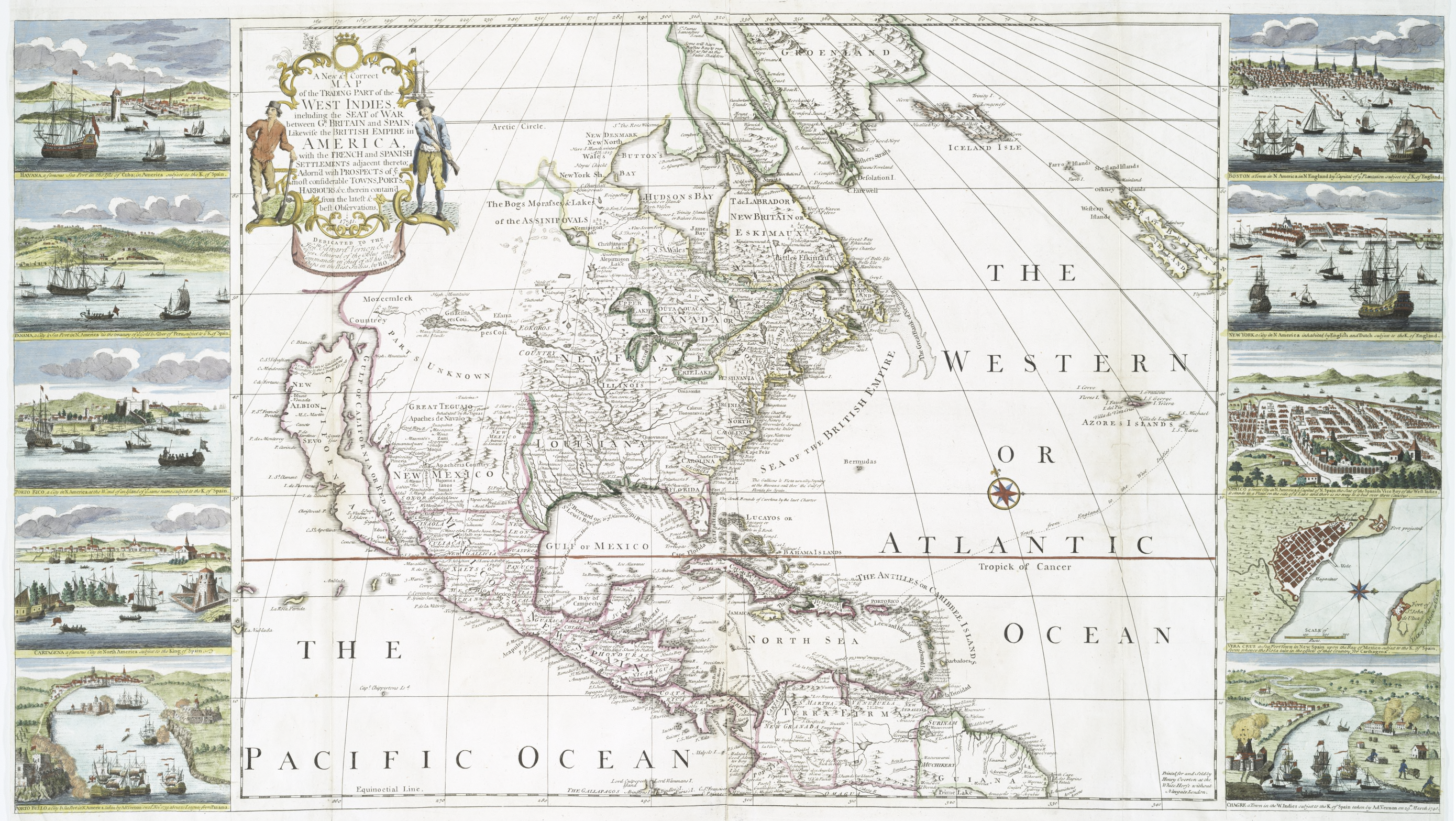
西インドの貿易港を示す地図、1741年作。カルタヘナは左の上から4番目である。

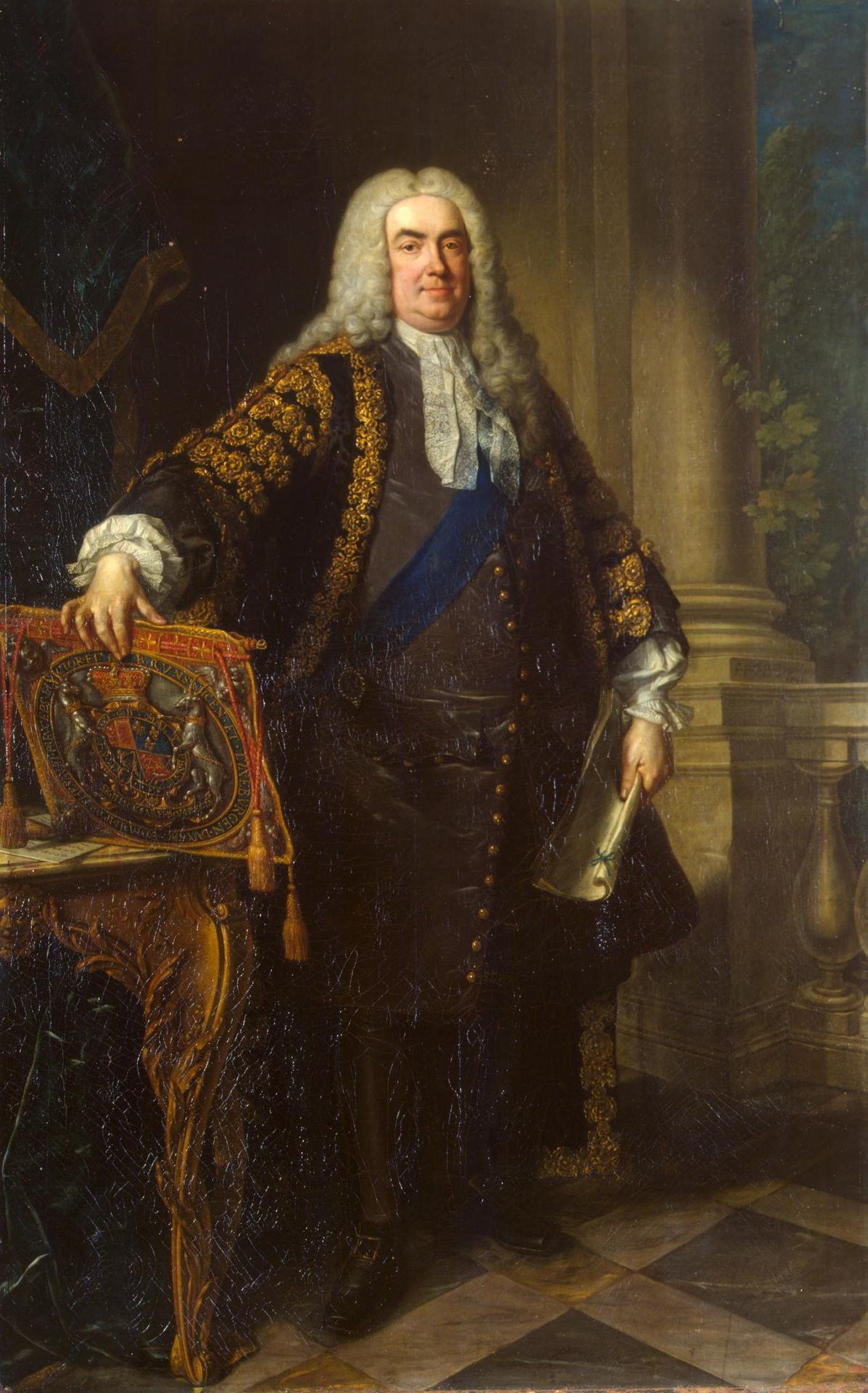
サー・ロバート・ウォルポールの肖像画、1740年作。

イギリスの侵攻艦隊は124隻だった。その内訳は戦列艦29隻、フリゲート22隻、病院船2隻と様々な種類の火船と臼砲艦（合計大砲数は約2千門）に軍隊輸送船80隻、商船50隻だった。兵士は少なくとも27,400人であり、うち上陸軍は12,000人だった。上陸軍の内訳は第15歩兵連隊と第24歩兵連隊、新しく徴募した海兵隊6,000人、アメリカ植民地軍約3,600人だった。この植民地軍はヴァージニア植民地副総督ウィリアム・グーチ大佐率いる、グーチのアメリカ連隊と呼ばれた4個大隊であり、輸送船40隻で北米植民地から運ばれてきた。
カルタヘナを守備するスペイン軍は正規軍2,700人から3,000人で、その内訳はアラゴン連隊とエスパーニャ連隊、トレス提督（Torres）が1740年10月に連れてきたトレド、リスボアとナバラ連隊、カルタヘナの植民地連隊だった。ほかには人数不明の海員、民兵隊5個中隊とインディアン射手の計4,000人から6,000人だった。この守備軍は戦列艦6隻と多くの要塞を有し、カルタヘナ総督ブラス・デ・レソとヌエバ・グラナダ副王セバスティアン・デ・エスラバが率いた。

### 戦前の行動

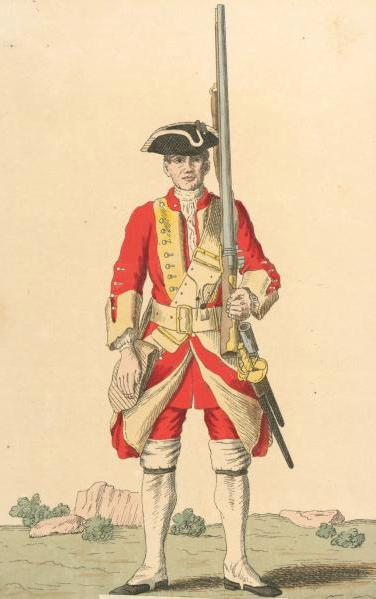
イギリス第15歩兵連隊の兵士、1740年作。

遠征軍の行動は緩慢であった。まず逆風で遠征が延期されたが、その間に船上の補給品のほとんどが消費され、病人の人数が大幅に増えた。続いてフランス艦隊とスペイン艦隊出撃の報せが届いたため遠征は再び延期され、イギリス艦隊は対応として増援を受けた。遠征軍は海軍の人員不足に悩まされ、海員を補うために2個歩兵連隊（第34と第36連隊）を徴兵するほどであった。戦艦に乗船する海兵隊を補うために、カスカート卿は政府から命じられて彼の海兵隊600人を供出した。これらの遅延により、イギリスは3か月も浪費した。一方、アメリカ植民地軍3,600人は戦艦の護衛をつけた輸送船40隻に乗ってニューヨークからジャマイカまで行き、本国の遠征軍よりもはるかに早い1740年12月3日に到着した。植民地軍の指揮官はヴァージニア総督アレクサンダー・スポッツウッドで、カスカート卿の副官も務める予定だったが、スポッツウッドは死去、代わりに副総督のウィリアム・グーチが植民地軍を率いた。しかし、植民地軍が到着するや否や、イギリス政府が植民地軍の補給について何ら準備しなかったという事実を突きつけられた。補給不足と気候の問題はすぐに植民地軍を悩ませ、一方イギリス本国からの艦隊はチフス、壊血病、赤痢などの疫病に悩まされた。1741年1月までに遠征軍のうち陸軍がカスカート卿を含む500人が病死、また1,500人が病気を患った。カスカートもスポッツウッドも死去したことで陸軍の指揮官は戦闘の経験がないトマス・ウェントワースに任せられた。ジャマイカではアフリカ人奴隷300人が遠征軍に加わった。ジャマイカでの乗船前後にさらなる延期があり、またフランス艦隊との小競り合いもあってまたしても貴重な時間が浪費された。イギリスもスペインも5月から6月にかけての雨季が始まると、5月から11月にかけての「病季」（Sickly season）も始まることを知っていた。
スペイン軍は援軍を受けたが、すでに疫病に苦しんでいた。イギリス軍のように戦闘に影響するほどではなかったが、レソとエスラバの間に不和が生じた。例えば、レソはほぼ全軍でボカ・チカ海峡を守るべしと主張したが、エスラバが反対したことで前線の守備が弱体化され、イギリス軍の上陸初期をより容易なものにした。

### ボカ・チカのサン・ルイス砦への攻撃

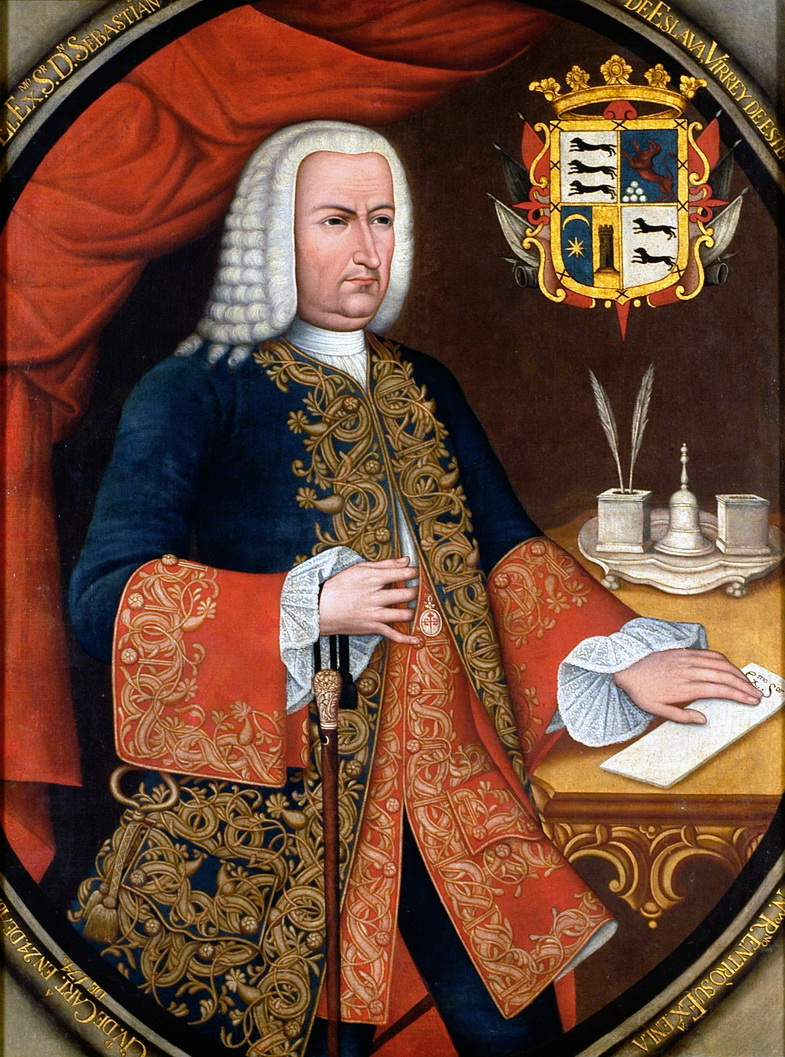
ヌエバ・グラナダ副王領の副王セバスティアン・デ・エスラバ、18世紀の作品。

イギリスの遠征軍は3月13日にカルタヘナ沖に到着したが、遠征軍全体の総指揮官はおらず、ウェントワースが陸軍を、ヴァーノンが海軍を率いるほか、主な決定は作戦会議で下された。また、カルタヘナに着くまでに疫病で海員を数多く失っていたため陸軍の3分の1が海員として働かなければならなかった。カルタヘナ市は西側が海に面するが、海岸の地形が上陸に不利であり、波も荒かったため海から直接上陸することは不可能だった。南の入り口のうち、ボカ・グランデは水深が浅くて遠洋船が通れず、ボカ・チカがカルタヘナ港に入港できる唯一の入り口だった。ボカ・チカは2つの半島の間にあり、その片側は大砲49門、臼砲3門、工兵長カルロス・デスナウクス（Carlos Desnaux）率いる駐留軍300人を有するサン・ルイス砦で守られていた。防材がラ・ボンバ島（La Bomba）から大砲13門と兵士150人を有するサン・ホセ砦のある南側の半島まで伸びており、ほかには戦列艦6隻が港の入り口の守備にあたった。
上陸を試みる前、ヴァーノンはマラガ出身のロレンソ・アルデレーテ（Lorenzo Alderete）が守備するチャンバ（Chamba）、サン・フェリペ（San Felipe）とサンティアゴ（Santiago）砦の砲台を撃破した。サント・ドミンゴ総督領出身のホセ・カンプサノ・ポランコが守備する、バールー半島にあるプンタ・アバニコス（Punta Abanicos）砦を攻撃、1週間砲撃した後、イギリス軍は擲弾兵300人でボカ・チカ近くに上陸する計画を立てた。ボカ・チカ近くのサン・イアゴ砦（San Iago）とサン・フェリペ砦にいるスペイン守備軍はチャローナー・オーグル率いる戦列艦3隻に撃退されたが、シュルーズベリーだけで死傷者100人を出し、サン・ルイス砦からの砲撃でおびただしい損傷を受けたほどであった。このときの死傷者は合計120人だった。その夜には擲弾兵が上陸、続く3月22日にはイギリス遠征軍の陸軍（正規軍2個連隊と海兵隊6個連隊）が上陸した。アメリカ植民地軍のうち、上陸したのは約300人であり、残りは戦列艦で海員を務めた。数日後には砲兵隊が上陸した。軍営をもうけた後、アメリカ部隊とジャマイカ部隊は2週間をかけて砲台を設置、24ポンド砲20門で砦へ砲撃し始めた。リチャード・レストック准将率いる戦列艦5隻（ボイン、プリンス・フレデリック、ハンプトン・コート、ティルベリー、サフォーク）も砦を砲撃して降伏させようとしたが、2日間の砲撃は全く効果がなく、逆に船3隻が大破するなど多くの損害を出した。
一方、陸上のイギリス砲台は艦隊の一部から援護を受けつつ3日間砲撃を続け、主砦に突破口を創り出した。艦隊の残りはスペイン艦隊に攻撃した。レソはスペイン船2隻を自沈させ、もう1隻であるガリシア（Galicia）には火をつけた。自沈した2隻は海峡の一部を封鎖するという効果を上げたが、ガリシアは沈没する前にイギリス艦隊に拿捕された。4月5日、イギリス軍は陸海からサン・ルイス砦を攻撃、歩兵が突破口から突入したがこの時にはスペイン軍がすでに内港の砦へ撤退していた。その後、上陸軍が再び乗船、港へと進んだ。ボカ・チカでの戦闘によりイギリス軍は死傷者120人を出したほか、黄熱とマラリアで250人が病死、また600人が疫病にかかった。

### サン・ラサロ砦への攻撃

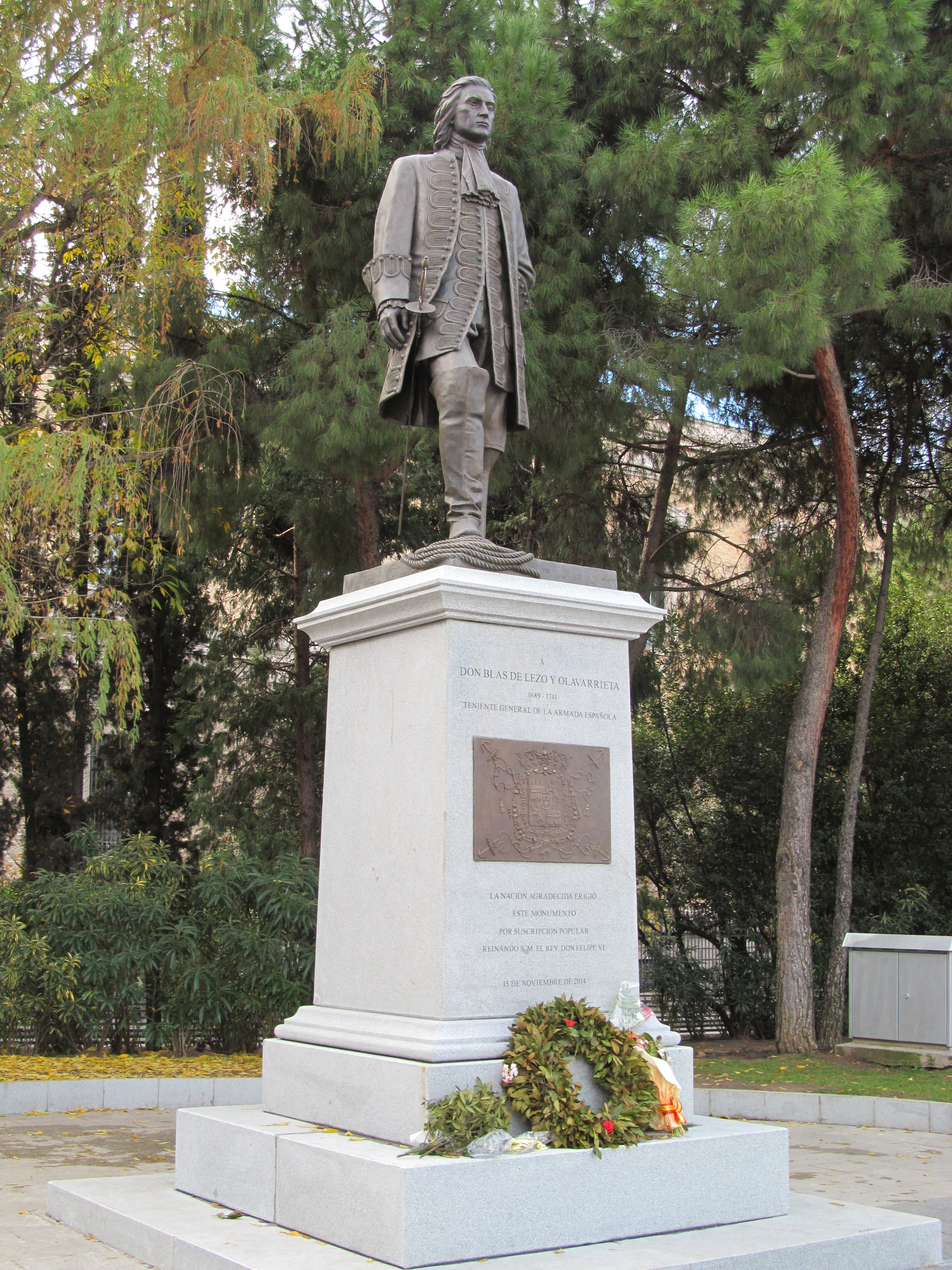
マドリードのプラサ・デ・コロンにある、ブラス・デ・レソ提督の記念像

イギリス軍の作戦会議ではカルタヘナを陸側から切断するためにサン・ラサロ砦（「サン・フェリペ・デ・バラハス砦」とする文献もある）への強襲が決定された。サン・ルイス砦など外港にある防御工事を占領した後、イギリス艦隊はボカ・チカを通ってカルタヘナの内港に進んだ。スペイン軍はサン・ラサロ砦とカルタヘナ市内へと撤退した。ヴァーノンはウェントワースを扇動して無計画でサン・ラサロ砦に強襲するよう仕向けたが、自分は港の深さに関するもっともらしい言い訳で援助を拒否した。それでも砲撃で砂浜の安全を確保する程度の援助はしており、ウェントワースは4月16日にテクサル・デ・グラシアス（Texar de Gracias）で上陸した。
イギリス軍が内港と外れに位置するいくつかの砦を占領した後、レソはサン・ラサロ砦の主な稜堡を強化するためにその周りに塹壕を掘った。レソが砦の守備に固執したのは、砦がカルタヘナ市の要害であり、それがイギリス軍の手に落ちたら、カルタヘナは短期間の砲撃で降伏せざるを得なくなるからであった。レソは塹壕に650人を、砦に300人を配置、予備軍に海兵隊と海員200人を残した。イギリス軍は砂浜から進軍、途中で隘路を通るところにスペイン軍の短期間の抵抗に遭ったがなんとか撃退した。

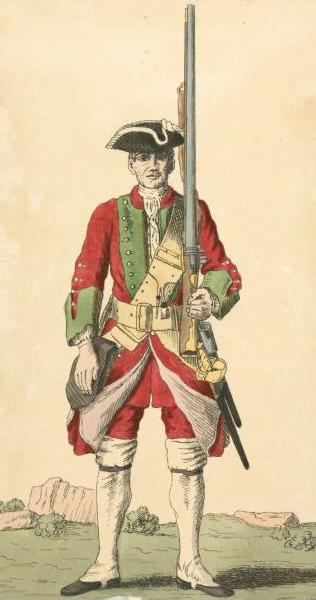
グーチの海兵隊、第43歩兵連隊。

カルタヘナ遠征軍に従軍した唯一のイギリス工兵はサン・ルイス砦への攻撃中に戦死しており、サン・ラサロ砦を攻撃するための砲台を築ける人はいなかった。そのため、イギリス軍は突破口を作らずに砦に夜襲することを決めた。暗闇の中ではカルタヘナから砲撃されることがないため砦の北側（カルタヘナ市に面する側）から強襲することができる。南側の壁が最も低く脆弱であったため、イギリス軍は擲弾兵で急襲して胸墻を占領しようとした。しかしイギリス軍の攻撃開始が遅く、サン・ラサロ砦への進軍が始まるのは4月20日の午前4時のことだった。決死隊として選りすぐれた50人が先鋒となり、ウェインヤード大佐（Wynyard）率いる擲弾兵450人がそれに続いた。本軍はグラント大佐（Grant）率いる第15と第24歩兵連隊の計1千人で、その後ろは第34と第36連隊の混成軍（それまで海員の代役を務めていた）、そして攻城梯を輸送する、武装していなかったアメリカ植民地軍だった。攻城梯は砦の高い城壁と羊毛袋を攻略するために持ち込まれたのだった。最後は予備軍の海兵隊500人で、エドワード・ウルフ大佐が率いていた。
スペイン軍からの脱走者2人が道案内を務めたが、彼らはウェインヤード大佐を砦の南側で斜面が急勾配になっているところへ連れて行った。擲弾兵はそこで壁を登ったが30ヤード先の塹壕にいるスペイン軍からマスケット銃の射撃を浴びせられた。擲弾兵たちは戦列を形成して前進した。一方、北側ではグラントが早々と戦死、残ったイギリス軍はスペイン軍との銃撃戦を継続した。アメリカ植民地軍の大半は攻城梯を捨てて遮蔽を探した。これらの攻城梯は短くて使えなかった（長さが10フィート足りなかった）。1時間後、日の出とともにカルタヘナ市の砲台がイギリス軍に砲撃し始めると、イギリス軍の死傷者数が増えた。8時にスペイン歩兵縦隊がカルタヘナの城門から出撃してイギリス上陸軍と艦隊の連絡を切断しようとすると、ウェントワースは撤退を命じた。強襲は失敗に終わり、上陸軍2千人のうち600人が失われた。疫病により損害はさらに増え、サン・ラサロ砦への攻撃の時期にはウェントワースの陸軍が6,500人から3,200人まで目減りした。

### イギリス軍の撤退

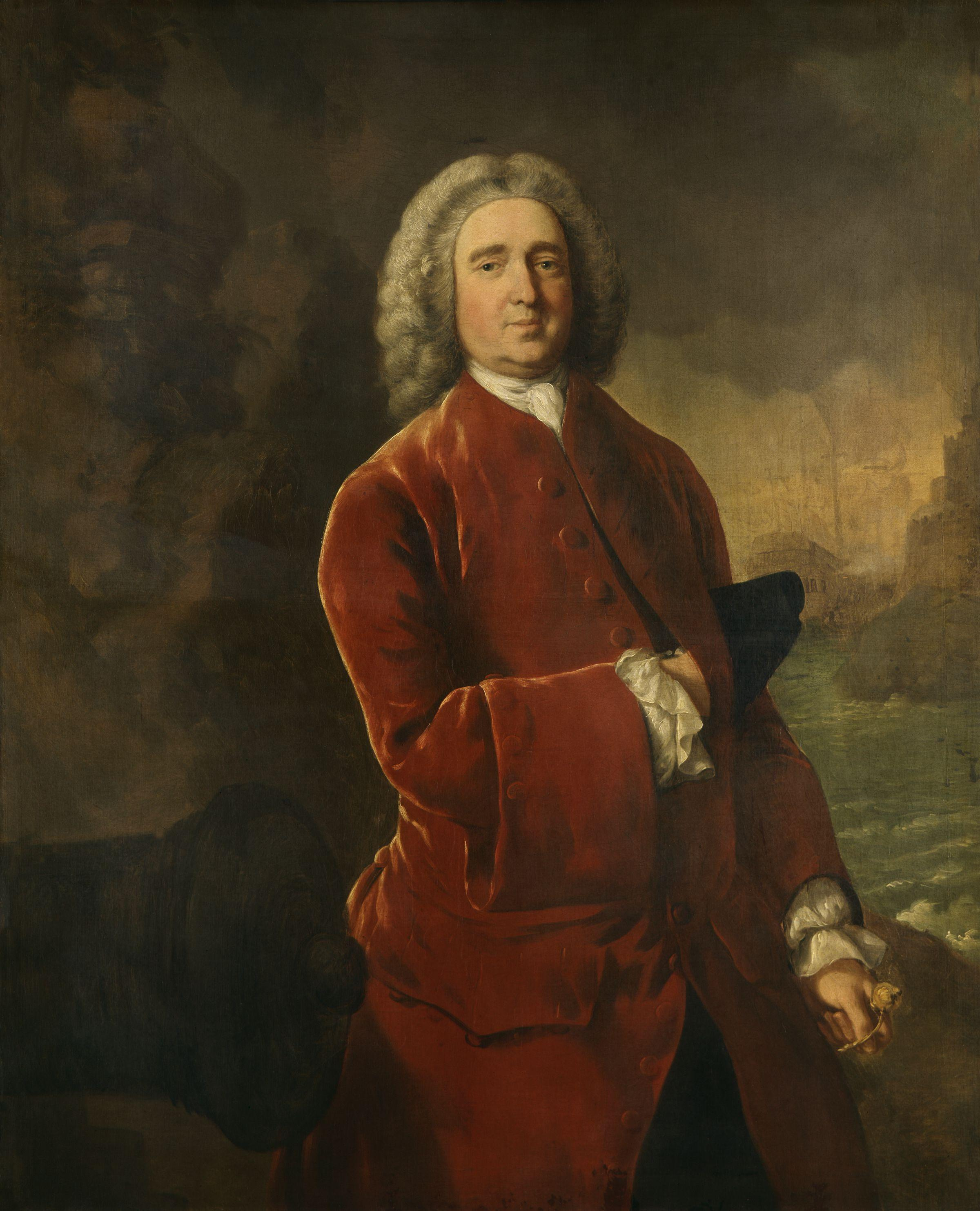
エドワード・ヴァーノン提督

ブラス・デ・レソの計画は、多勢に無勢の状況では正面からイギリス軍を撃退することが不可能だったことから、戦いながら撤退して遅延戦術をとる、というものだった。4月末に雨季が始まるまで時間を稼げば、熱帯の豪雨で戦闘は2か月間中断される。さらに、イギリス軍は狭い船上に留まるか野宿しなければならない状況なので、補給の不足、状況のつらさおよび疫病で消耗を強いられる。またヴァーノンとウェントワースの不和で上陸後の戦闘においてうまく連携できなかったこともレソに有利に働いた。
さらに、カルタヘナの防御工事は直近に修理、改善されていた。スペイン軍の状態はほぼ極限に達していたが、結果的にはレソの計画が成功した。雨季が到来してイギリス上陸軍は乗船しなければならず、狭い船上での生活を強いられたことで疫病がさらに蔓延した。4月25日、作戦会議においてジャマイカへの撤退が決定され、5月中には撤退が終わった。5月7日時点では執務できる兵員が1,700人しかおらず、うち上陸して敵軍と戦えるのは1,000人以下だった。カルタヘナから撤退して1か月間のうち、1,100人が死亡した。イギリス軍は1,400人に、アメリカ植民地軍は1,300人にまで減った。
遠征は67日間続き、イギリス艦隊が死者と戦闘不能者計18,000人（うち大半は疫病による）を出して敗北して撤退する結果に終わった。スペイン軍も疫病に悩まされ、ブラス・デ・レソ自身も埋蔵されなかった死体から病気をうつされ、数週間後に病死した。さらに、イギリス船50隻が失われた（大破、航行不能、人員不足により放棄された船含む）。その内訳は戦列艦19隻、フリゲート4隻、輸送船27隻だった。賞与として土地を与えられる、山ほどの金を得られるといわれて参加したアメリカ植民地軍3,600人はその多くが黄熱、赤痢で病死、果ては餓死した者がいる始末だった。故郷に戻れたのは300人だけであった。その中にはローレンス・ワシントンという者がおり、彼はヴァージニア植民地にある自身のプランテーションをヴァーノン提督にあやかってマウント・ヴァーノンに改名した。

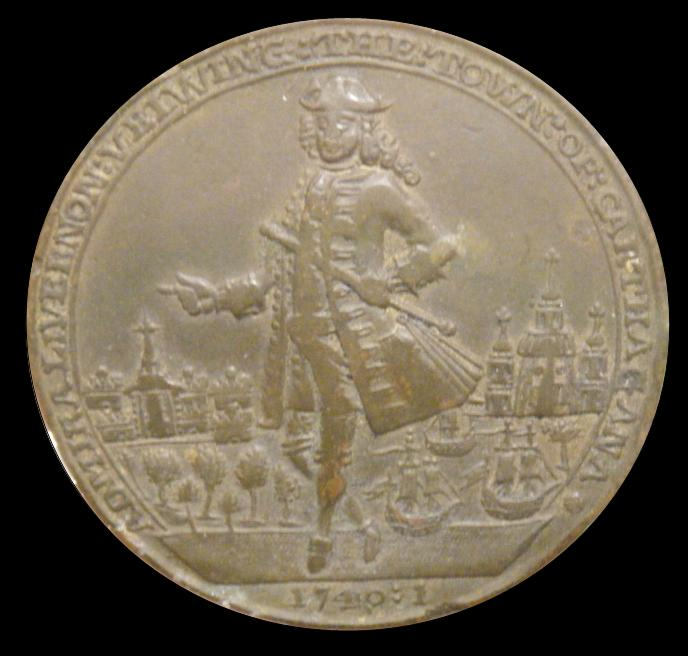
イギリスの記念メダル。ヴァーノンがカルタヘナに指差しているところが描かれており、周りの刻印は"Admiral Vernon veiwing the town of Carthagana"（ママ）と記されている。背面には"The forts of Carthagena destroyd by Adm Vernon"と記されている。

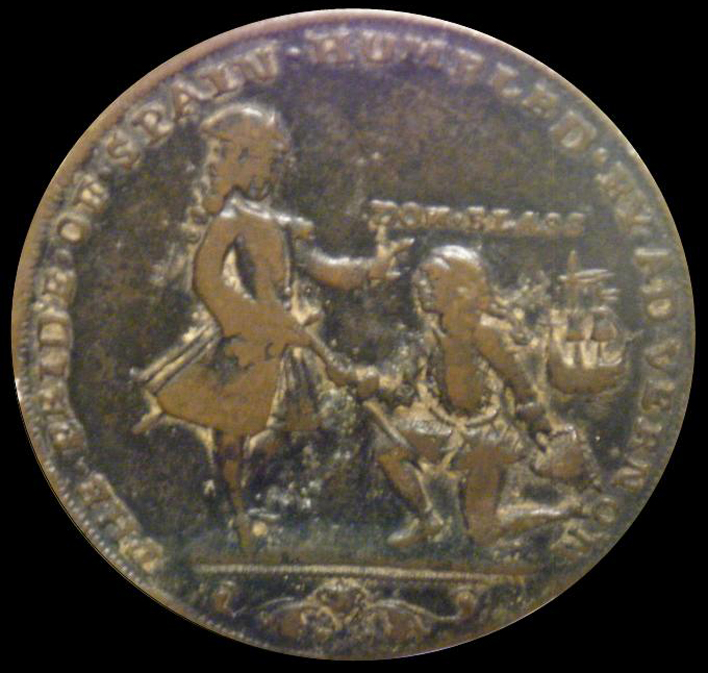
イギリスの「勝利」を記念するメダル。ヴァーノンがブラス・デ・レソ（刻印では"Don Blass"）を見下ろすシーンが描かれており、周りの刻印は"The pride of Spain humbled by ad. Vernon"と記されている。

戦闘の初期、スペイン軍が各地の防御工事からサン・ラサロ砦に撤退したとき、ヴァーノンは勝利が目前であると考え、ロース大尉（Laws）を本国に派遣して国王ジョージ2世にイギリス軍が内港に侵入したことを報せた。勝利を予想した記念品業者はすぐに記念メダルの生産を始めた。これらの生産はしばしばボタン制作業者によって行われ、いくつかの簡単な設計をコピーしただけに留まったため多くが低品質であった。これらのメダルのコレクションはイギリスとアメリカに多く見られる。戦勝を記念する陶磁器も制作されたが、現存するものは少ない。シュルーズベリーのとある海員は下記にある、（早まって）戦勝を祝った歌を作曲した。
VERNON'S GLORY; OR, THE SPANIARDS DEFEAT.

Being an account of the taking of Carthagena by Vice-Admiral Vernon...

"...and the town surrender[ed]

To Admiral Vernon, the scourge of Spain".
イギリス軍の敗因は総指揮官のカスカート卿が赤痢で遠征の道中に病死した後、新しい総指揮官を任命できなかったこと。包囲用の大砲と弾薬をカルタヘナ近くで下ろせなかったこと。ヴァーノンが戦列艦を歩兵の支援に使用しなかったこと。そして、スペイン側のセバスティアン・デ・エスラバ副王、ブラス・デ・レソ提督、カルロス・デスナウス大佐による軍事行動が成功したことである。
2000年代、スペインでは下記の主張がある。ヴァーノン提督がブラス・デ・レソに「私たちは撤退を決めたが、ジャマイカで増援を受けた後再びカルタヘナに戻ってくる」と手紙を書き、レソは返答に「カルタヘナに来るというのならば、イギリス国王はより大きく優れた艦隊を建造しなければならない。なぜなら、あなたの艦隊はせいぜい石炭をアイルランドからロンドンに運ぶぐらいしかできない」と書いたという。しかし、この主張には裏付けがない。なお、当時石炭はイングランドからアイルランドへ輸送されていた。

## その後

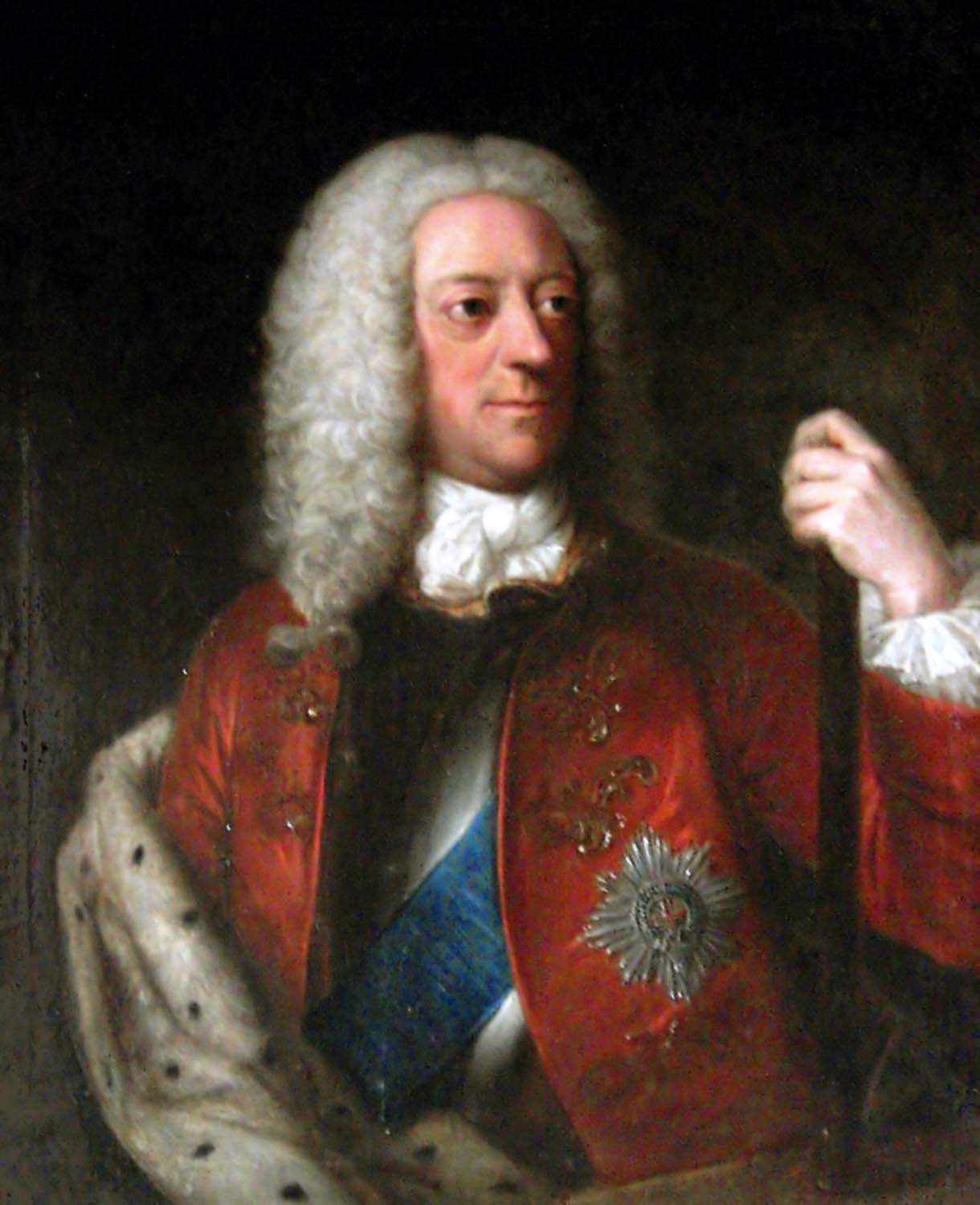
グレートブリテン王ジョージ2世。

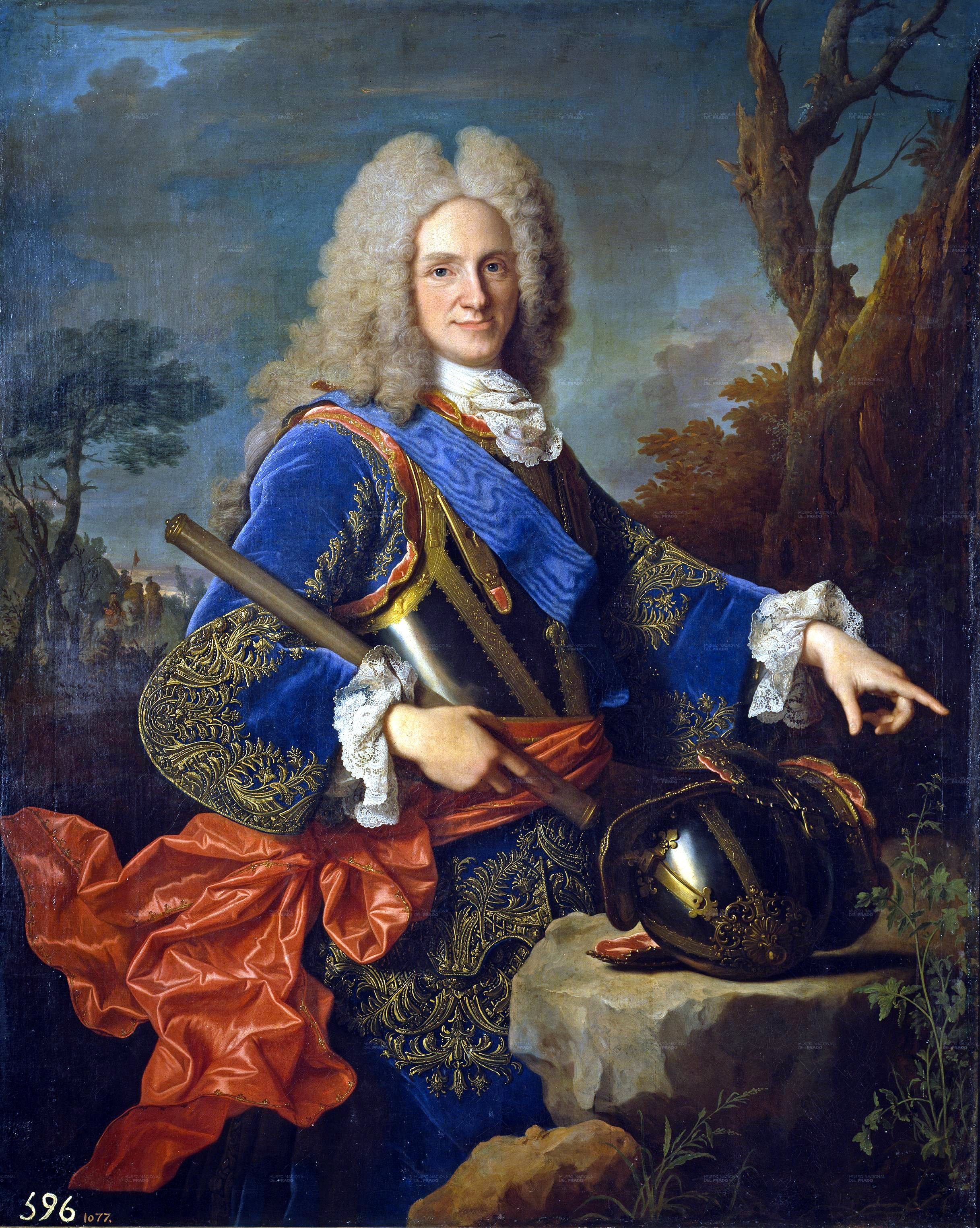
スペイン王フェリペ5世、ジャン・ランク作、1723年。

遠征失敗の報せが本国に届くと、ロバート・ウォルポールの内閣はすぐに倒れた。スペインは戦略的に最も重要な植民地を維持、スパニッシュ・メイン、および大西洋を跨るスペインとの貿易を守った。
イギリス敗北の報せは1741年6月末にヨーロッパに届き、政局に大きく影響した。グレートブリテン王ジョージ2世はそれまでプロイセン王フリードリヒ2世とオーストリアのマリア・テレジアを仲介していたが、これを機に国事詔書を武力をもって保障するとの承諾を撤回した。これにより、プロイセンと密かに同盟したフランスとスペインは出兵して、孤立したオーストリアを責めることになる。ここにオーストリア継承戦争という大戦争が始まった。
カルタヘナでの大損害は尾を引き、ヴァーノンとウェントワースはその後もカリブ海で戦い続けるがことごとく失敗に終わり、ジャマイカからの援軍1千とイギリス本国からの正規軍3千もそれを挽回できなかった。ヴァーノンとウェントワースは1742年9月に本国に召還され、チャローナー・オーグルが指揮を執ったが、このときのイギリス艦隊は病人で溢れており、執務できる海員は半分以下だった。カリブ海での戦役が終わる1742年5月には遠征軍の9割が戦闘と疫病で死亡していた。その後、イギリスはカリブ海での襲撃を続けたが大西洋の戦況を影響するには至らなかった。すでに弱っていたイギリス艦隊はチャールズ・ノウルズを指揮官として1743年2月にラ・グアイラを攻撃、4月にもプエルト・カベヨを襲撃したが、いずれも失敗に終わった。
カルタヘナを占領できなかったため、ヴァーノン艦隊は引き続きカリブ海に残留しなければならなかった。その結果、戦力を削がれた地中海艦隊はスペイン軍が1741年11月と12月と2度にわたって合計2万5千の軍勢をイタリアに輸送することを阻止できなかった。地中海艦隊が増援を受けるのは、ヴァーノンの部下リチャード・レストック准将がカリブ海艦隊の船を率いてヨーロッパに戻ったときだった。
歴史家のリード・ブラウニングはイギリスのカルタヘナ遠征を「ばかばかしく災難的」であるとこきおろし、父がヴァーノンと敵対していたホレス・ウォルポールが1744年に述べた「私たちはスペイン戦争においてすでにお金7百万と3万人を失っていたが、これらの血とお宝で得たものはヴァーノン提督の顔がエール・ハウスで飾られることだけだった」という言葉を引用した。
ウェストミンスター寺院にあるヴァーノンの記念碑にはカルタヘナの包囲における海軍と陸軍の間の争いを鮮明に記録している。「彼はシャグレを抑え、カルタヘナで海軍が征服できる限りをやり通した」。

## 参考図書

### 一次出典
- Eslaba, Sebastian de; Mur, Pedro de. Diario de todo lo ocurrido en la expugnacion de los fuertes de Bocachica, y sitio de la ciudad de Cartagena de las Indias. 1741.
- Diario de lo ocurrido en Cartagena de Indias desde el 13 de marzo hasta el 21 de mayo de 1741. Se relata la batalla de Cartagena de Indias. 1741.
- Knowles, Charles. An Account of the expedition to Carthagena, London, 1743.
- Authentic papers relating to the expedition against Carthagena being the Resolutions of the Councils of War, London, 1744.
- Smollett, Tobias; Roscoe, Thomas. The miscellaneous works of Tobias Smollett, Long version of Smollet's Expedition to Carthagena, London 1844, pp. 603–11.

### フィクション
- Smollet, Tobias. The Adventures of Roderick Random. 1748. Historical novel based on Smollett's own experiences at Cartagena.
- Hall, Charles W.. Cartagena or the Lost Brigade. 1898. Historical novel of the North American contingent at Cartagena.
- Régniez, Philippe. Blas de Lezo. In French. Les Editions de La Reconquête, 2012, Assomption.
- In the detective/historical novel "Watery Grave" by Bruce Alexander © 1996, the main character, the blind judge Sir John Fielding, describes how, as a junior officer, he was blinded at the battle of Cartagena (3 pages)